# Batik Air Malaysia
Batik Air Malaysia, fino ad aprile 2022 nota come Malindo Airways Sdn. Bhd., è una compagnia aerea malaysiana costituita nel 2012 e con sede legale a Sepang, Malaysia del gruppo indonesiano Lion Air. L'aeroporto principale della compagnia e sede della stessa è l'aeroporto Internazionale di Kuala Lumpur.
Operativa dal 22 marzo 2013 con il primo volo inaugurale verso l'aeroporto Internazionale di Kota Kinabalu, Malindo Air è una azienda partecipata al 51% dalla National Aerospace and Defence Industries Sdn Bhd e al 49% dall'indonesiana PT Lion Group che già opera con marchio Lion Air; opera voli verso destinazioni nazionali in Malaysia e internazionali verso la Thailandia, l'Indonesia, il Bangladesh e l'India.
Il marchio Malindo fonde i nomi di Malesia e Indonesia per sottolineare la lunga tradizione di rapporti commerciali fra i due Paesi e mantiene, nella sua veste grafica, il leone e i raggi solari del marchio di Lion Air. Ad aprile 2022 tuttavia, la compagnia aerea cambia nome in Batik Air Malaysia, utilizzando il marchio Batik Air già operante in Indonesia come compagnia aerea full-service del gruppo Lion Air.

## Storia
L'ingresso di AirAsia dalla Malaysia nel territorio di casa di Lion Air ha incoraggiato la compagnia aerea indonesiana ad entrare nel mercato malese con una compagnia sussidiaria. La controllata di AirAsia, Indonesia AirAsia, in collaborazione con la sua società madre, ha tentato di acquistare il vettore indonesiano Batavia Air per prendere piede in Indonesia, ma l'accordo non è andato a buon fine a causa di complicazioni normative e Batavia Air ha finito per fallire. Il tentativo di accordo ha provocato una guerra per il territorio tra Lion Air, il più grande vettore low cost dell'Indonesia, e AirAsia, il più grande vettore low cost dell'Asia.
Chandran Rama Murhy, assistente personale esecutivo del presidente e direttore di Lion Air, è stato nominato CEO di Malindo Air. La compagnia ha iniziato le operazioni il 22 marzo 2013.
La compagnia aerea ha anche ampliato un servizio parallelo di aerei turboelica, concentrandosi principalmente su rotte secondarie entro un raggio di 2 ore dall'aeroporto Sultan Abdul Aziz Shah. Le destinazioni includono Penang, Johor Bahru e Kota Bharu; i voli sono iniziati all'inizio di giugno 2013.
Nel 2016 Malindo ha avviato accordi con Turkish Airlines e Qatar Airways.
All'inizio del 2017, Malindo Air avrebbe dovuto subire un cambio di nome in "Batik Air Malaysia", che si sarebbe concentrata sulle rotte internazionali mentre la sua compagnia aerea associata, Batik Air, avrebbe servito rotte nazionali in Indonesia. Da allora, la compagnia ha iniziato a presentare gradualmente il logo e la livrea Batik Air Malaysia sui suoi aerei.
Nel febbraio 2017, National Aerospace and Defense Industries (Nadi) ha ridotto la sua partecipazione dal 50,99% a solo il 5%. L'allora amministratore delegato Chandran Rama Muthy è ora il principale azionista con sua moglie Kalpana Devasagayam, detenendo una partecipazione del 46% nella società operativa di Malindo Air, Sky One Investors. Entrambi possiedono porzioni uguali in Sky One. Il restante 49% delle azioni di Malindo è di proprietà dell'indonesiano PT Lion Group.
Nell'aprile 2017, Malindo Air ha ricevuto il certificato IATA (International Air Transport Association) come membro effettivo. La compagnia ha mantenuto con successo la sua registrazione IOSA, valida dal 3 giugno 2018 al 3 giugno 2020.
Il 22 maggio 2017, Malindo Air è diventata la prima compagnia aerea al mondo a introdurre in servizio il Boeing 737 MAX 8. Configurato in monoclasse 180 posti tutti in economy; il primo servizio commerciale è partito da Kuala Lumpur per Singapore. Tuttavia, il servizio con i Boeing 737 MAX 8 è stato di breve durata poiché la compagnia aerea ha ricevuto numerosi reclami da parte dei clienti, in particolare da parte dei passeggeri di business class, che dovevano effettuare il downgrade alla classe economica. L'unico B737-MAX 8 è stato restituito alla società madre Lion Air.
In un comunicato stampa ufficiale emesso da Malindo Air del 26 agosto 2019, il Capitano Mushafiz Mustafa Bakri, Direttore della Sicurezza, della Sicurezza e della Qualità di Thai Lion Air è stato annunciato come il nuovo CEO a partire dal 23 settembre 2019, mentre Chandra Rama Muthy sarebbe stato nominato Direttore della Strategia del Gruppo Lion.
Il 23 ottobre 2020 è stato riferito che Malindo Air aveva deciso di tagliare più della metà della sua forza lavoro nell'ambito delle misure per mitigare gli effetti del Covid-19 sulla propria attività. Si dice che la compagnia aerea abbia licenziato circa 2.200 dipendenti.
Il 28 aprile 2022, Malindo Air è stata rinominata Batik Air Malaysia in linea con l'obiettivo del Lion Group di stabilire un'identità comune per le compagnie aeree all'interno del gruppo. Successivamente, il Boeing 737 MAX 8 è stato reintrodotto nella flotta.

## Flotta

### Flotta attuale

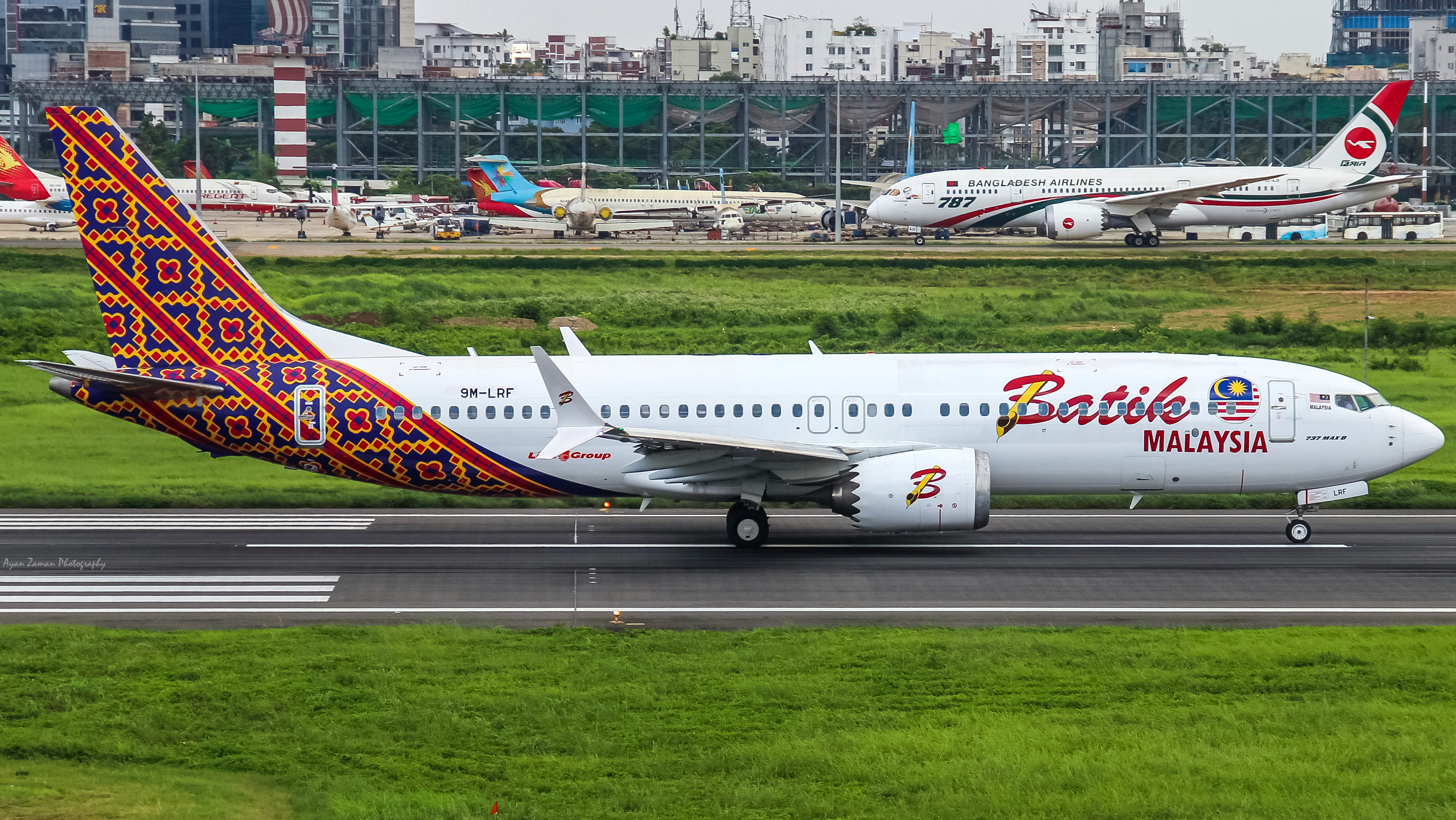
Un Boeing 737 MAX 8.

A settembre 2024 la flotta di Batik Air Malaysia è così composta:

### Flotta storica

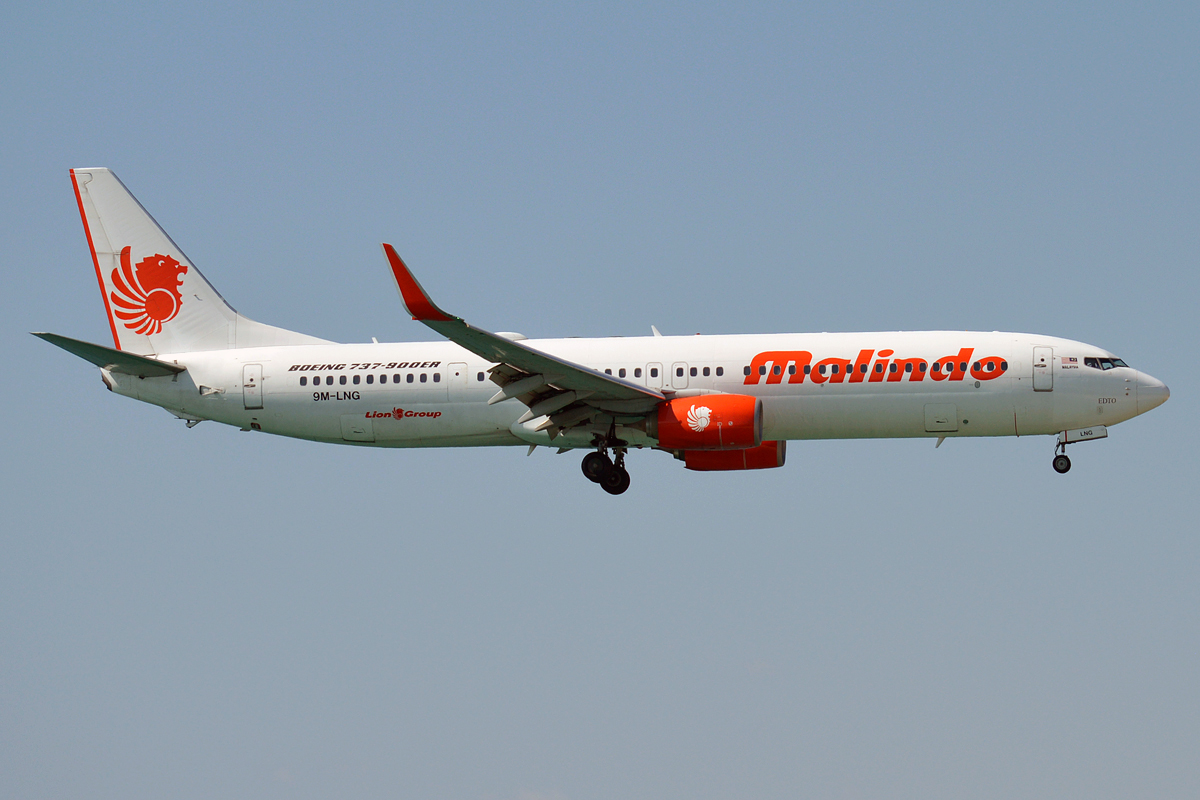
Un Boeing 737-900ER in livrea Malindo Air.

Batik Air Malaysia operava in precedenza con i seguenti aeromobili: